# 達妮埃拉·漢圖霍娃
達妮埃拉·漢圖霍娃（斯洛伐克語：Daniela Hantuchová，1983年4月23日—），已退役的斯洛伐克職業網球女運動員。她曾在2001年获得WTA年度最佳新秀奖，2002年，她又获得WTA年度最佳进步奖。

## 外部連結
- 官方网站
- 達妮埃拉·漢圖霍娃的国际女子网球协会官方資料（英文）
- 達妮埃拉·漢圖霍娃的國際網球總會 職業／青少年 官方資料（英文）
- Fed Cup - Player profile - Daniela HANTUCHOVA (SVK) （页面存档备份，存于）
- 達妮埃拉·漢圖霍娃的X（前Twitter）
- 達妮埃拉·漢圖霍娃的Instagram帳戶
- official e-shop danielafoundation.com （页面存档备份，存于）
- 汉图楚娃个人资料

| 獎項            | 獎項                 | 獎項              |
| --------------- | -------------------- | ----------------- |
| 前任： 贝达诺娃 | WTA最佳新秀 2001年   | 繼任： 库兹涅佐娃 |
| 前任： 海宁     | WTA最佳進步獎 2002年 | 繼任： 彼得罗娃   |